# Novarupta
Novarupta, che significa "nuova eruzione", è un vulcano situato sulla penisola di Alaska nella regione del Monte Katmai, a circa 470 km a sud-ovest di Anchorage. Formatosi nel 1912 durante una delle più grandi eruzioni vulcaniche del XX secolo, dal Novarupta fuoriuscì un volume di magma pari a 30 volte quello rilasciato nell'eruzione vulcanica del Monte Sant'Elena.

## Eruzione del 1912
Una delle più grandi eruzioni del XX secolo si verificò nel 1912, dal 6 giugno all'8 giugno, dando forma al Novarupta. Classificata al 6 grado della scala dell'indice di esplosività vulcanica, nel corso dell'eruzione, durata 60 ore, vennero espulsi tra i 13 e i 15 chilometri cubi di magma e 11 chilometri cubi di ceneri. Nel XX secolo solo l'eruzione del 1991 del Pinatubo nelle Filippine arrivò a tali livelli, espellendo 11 chilometri cubi di tefrite.
L'eruzione si è conclusa con l'estrusione di un duomo di lava. Ceneri e depositi piroclastici in seguito all'eruzione formarono quella che venne chiamata la Valle dei Diecimila Fumi dal botanico Robert Griggs, che esplorò la regione del vulcano e del Monte Katmai per il National Geographic Society nel 1916.